# رود تی
 رود تی رودی است به Firth of Tay می‌ریزد. این رود از کشور بریتانیا می‌گذرد.

## نگارخانه

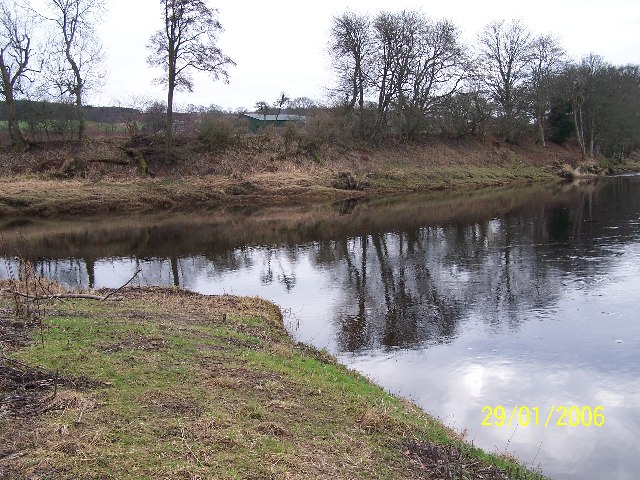
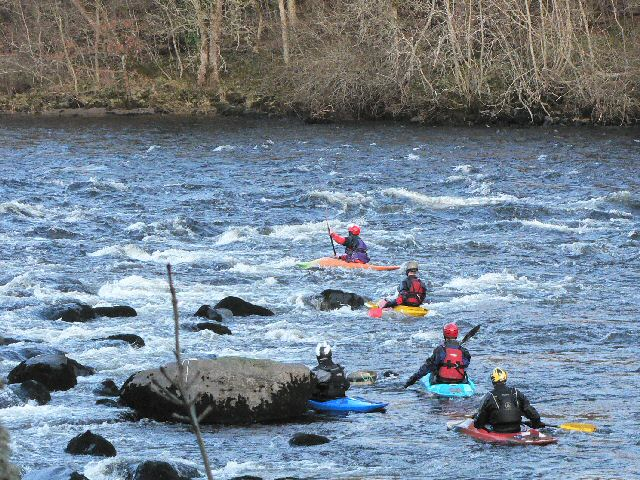
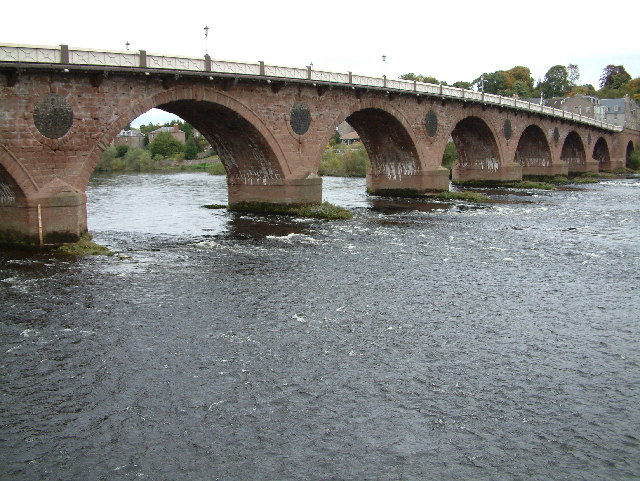
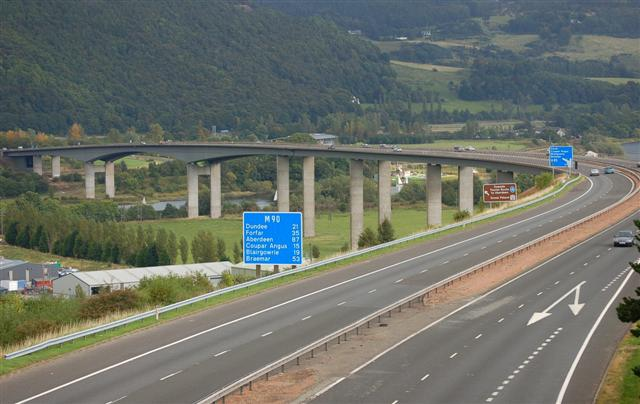
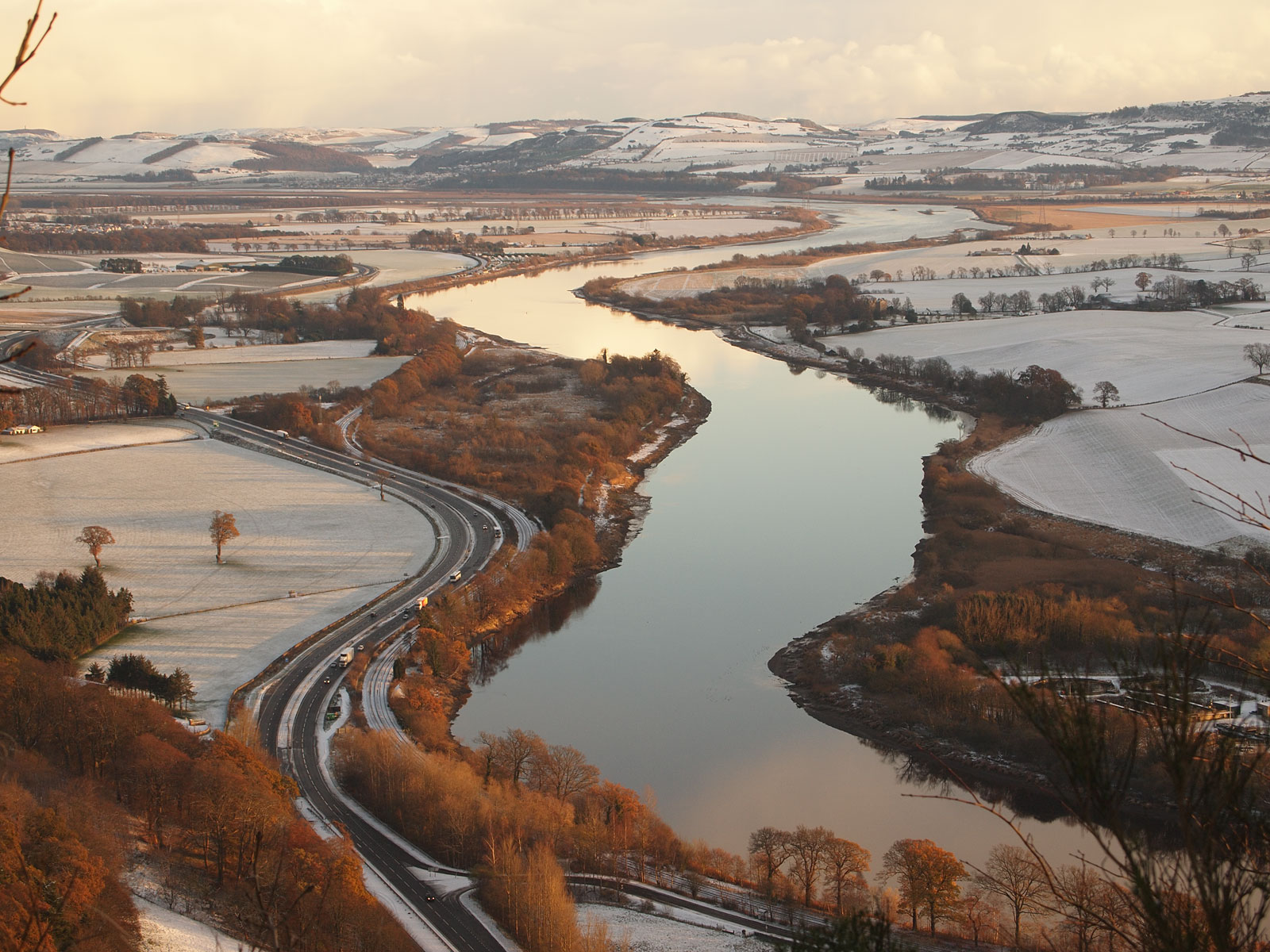
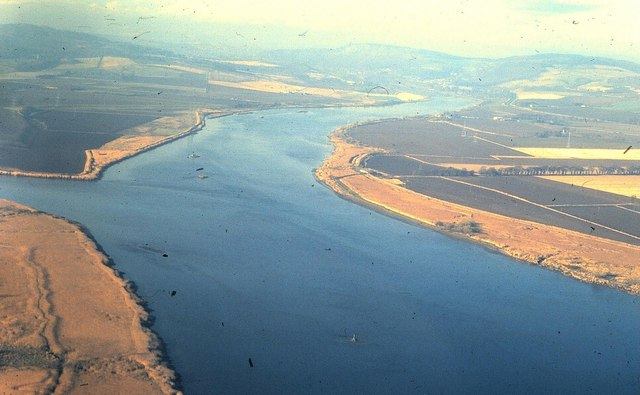
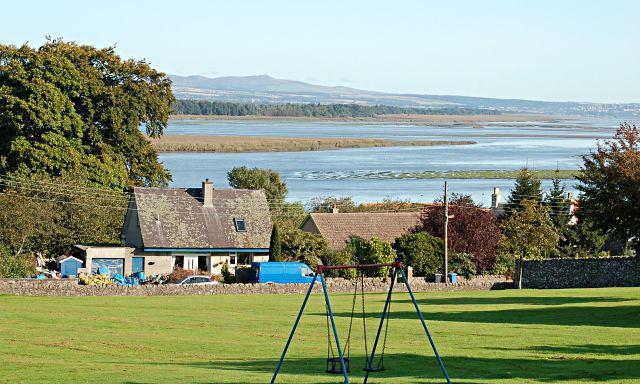
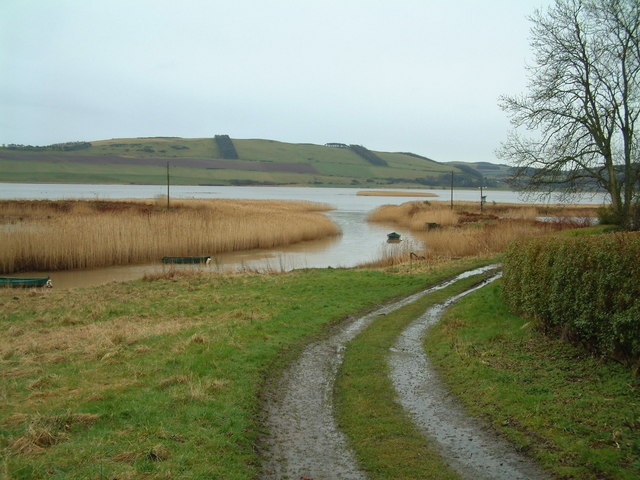
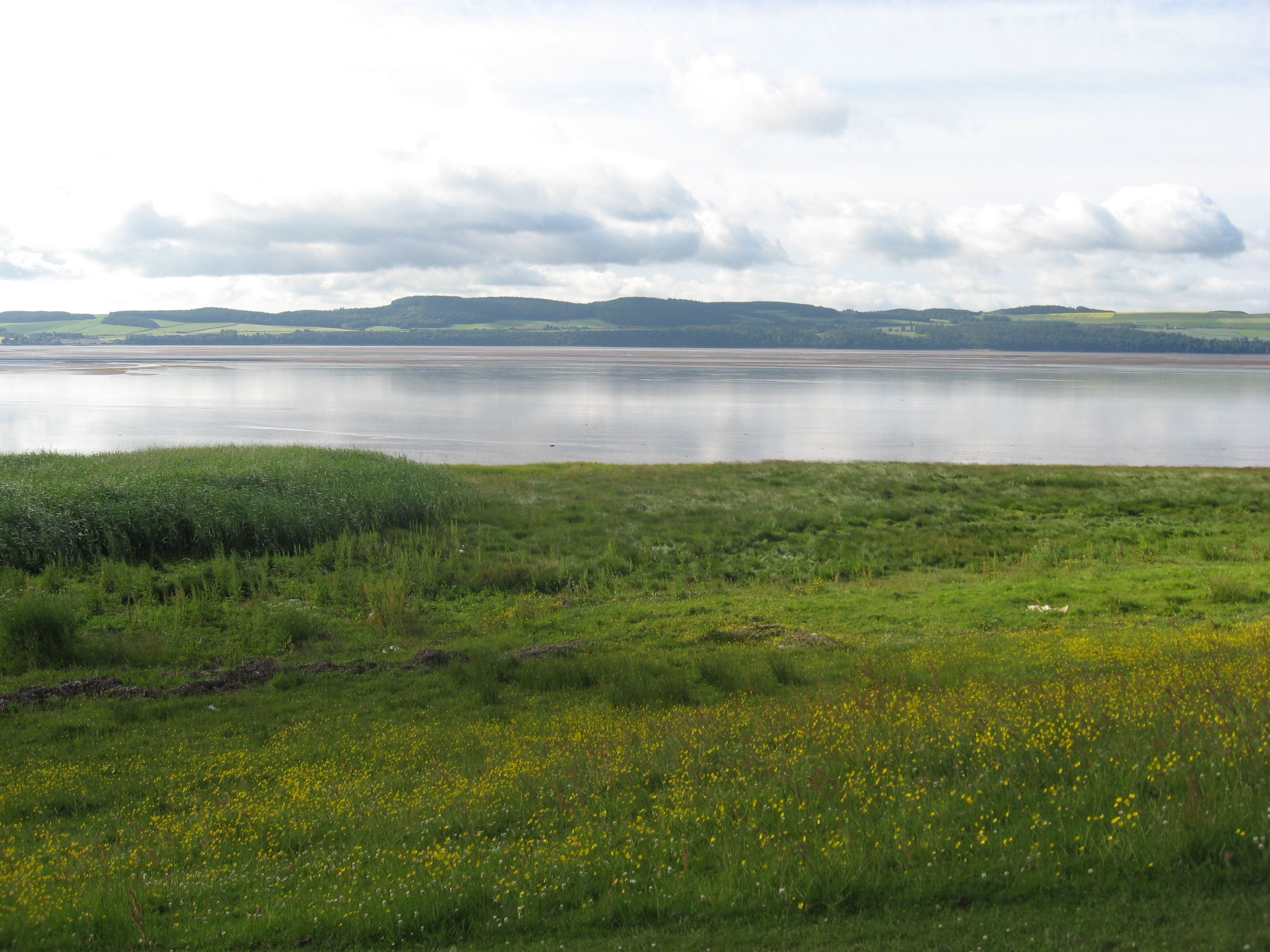
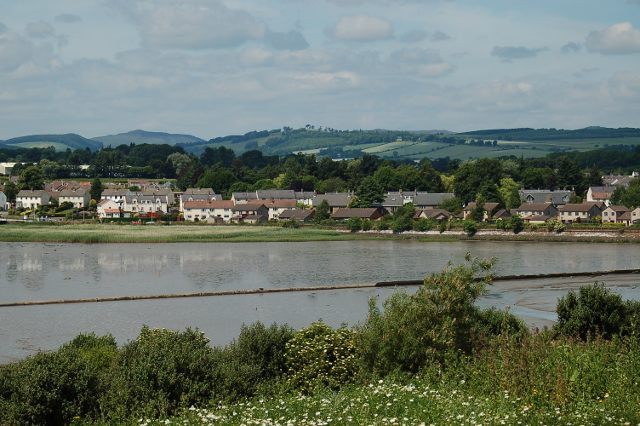
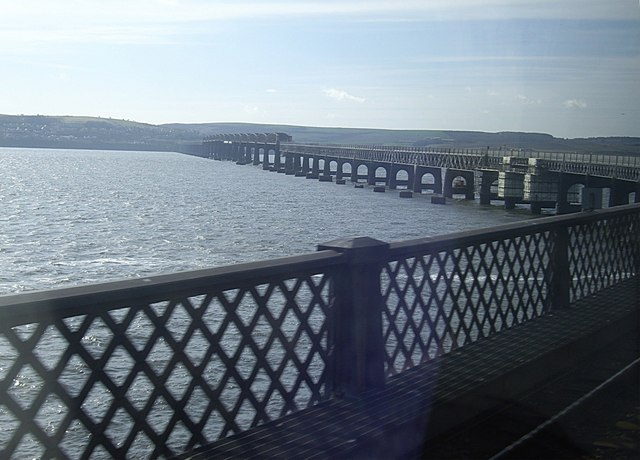
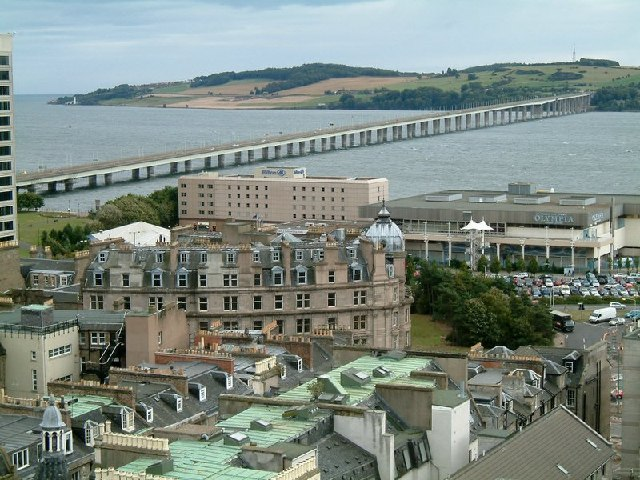
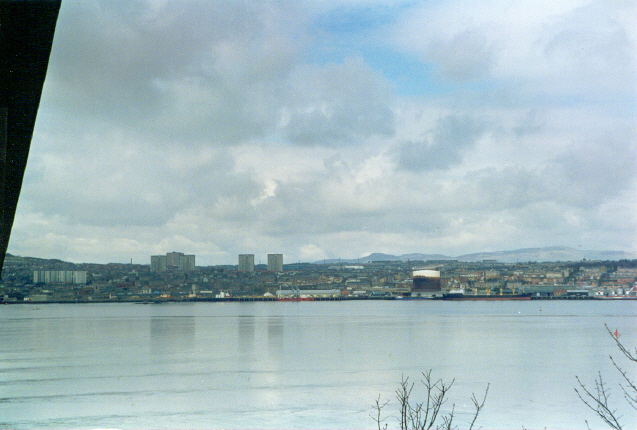
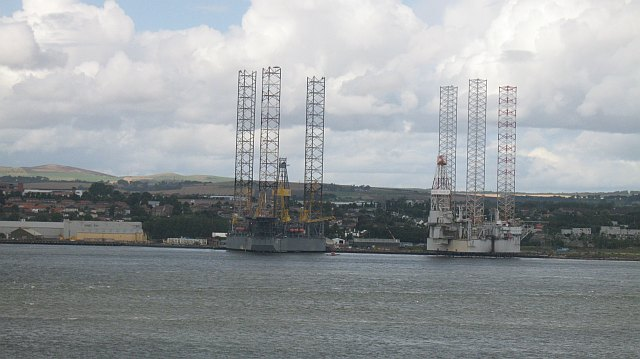
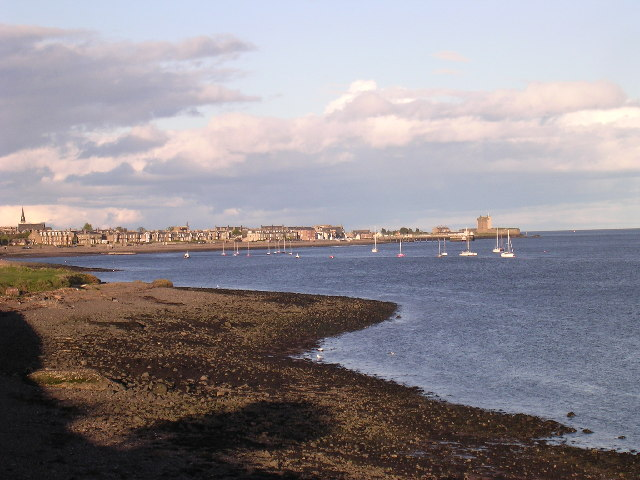
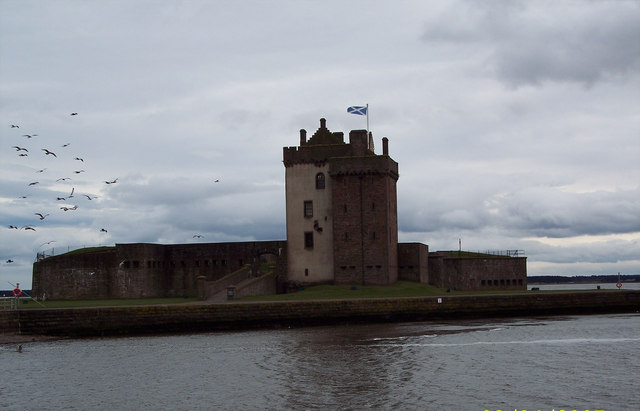
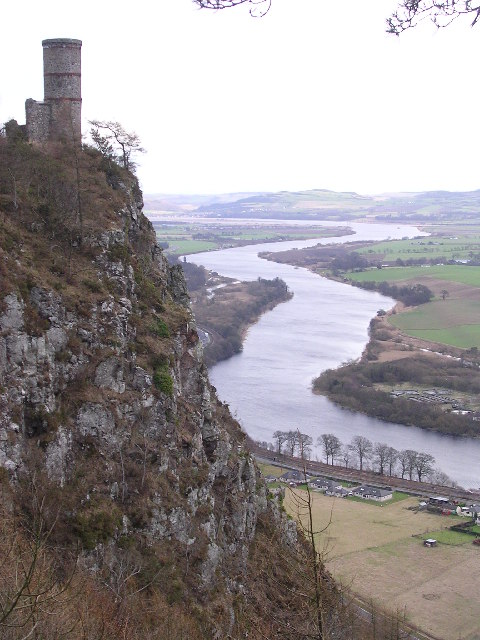